# Норатус
Норатус (вірм. Նորադուզի գերեզմանատուն) — це середньовічне кладовище з великою кількістю ранніх хачкарів, розташованих в селі Норатус марзу (області) Гегаркунік (Вірменія), неподалік від міста Гавар та озера Севан, за 90 км на схід від Єревана. Кладовище має найбільшу кількість хачкарів на території Республіки Вірменія. Також це найбільше кладовище з хачкарами, що збереглося у зв'язку зі зруйнуванням хачкарів на кладовищі Стара Джуга у Нахіджевані владою Азербайджану.

## Хачкари

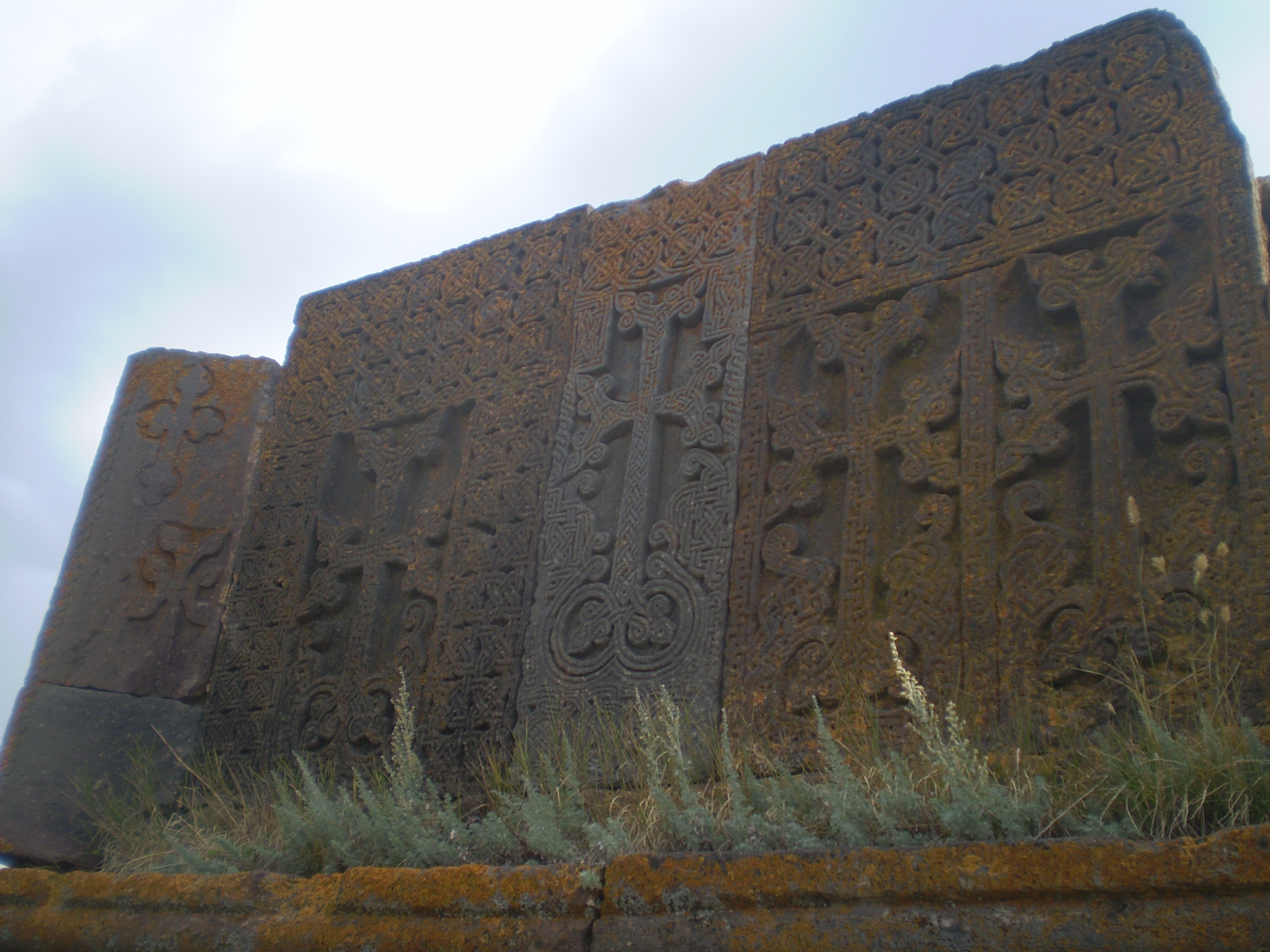
Ряд хачкарів.

Найстаріші хачкари на кладовищі датуються X століттям. У відродженні традицій хачкарів у XVI-XVII століттях багато хачкарів були побудовані під ярмом імперії Сефевидів під східними впливами, що проникали у вірменське мистецтво. Три майстри різьбярі з цього періоду створювали хачкари в Норатусі, найпомітнішим з яких був Кірам Казмох (1551—1610), його сучасниками були Аракел та Мелісет. Кладовище поширюється на сім гектарів поля, що містить близько тисячі хачкарів, на кожному з яких зображений унікальний орнамент. Більшість хачкарів покриті мохом і лишайником. Кілька надгробків на кладовищі зображують сцени весіль та сільського життя. Поруч зі старим кладовищем було побудовано нове сучасне кладовище, розділене довгим парканом. Поруч з кладовищем в селі є церква Святої Богородиці, збудована IX столітті. Один з хачкарів кладовища був пожертвуваний до Британського музею в 1978 році Католікосом Вазгеном I.

## Фольклор

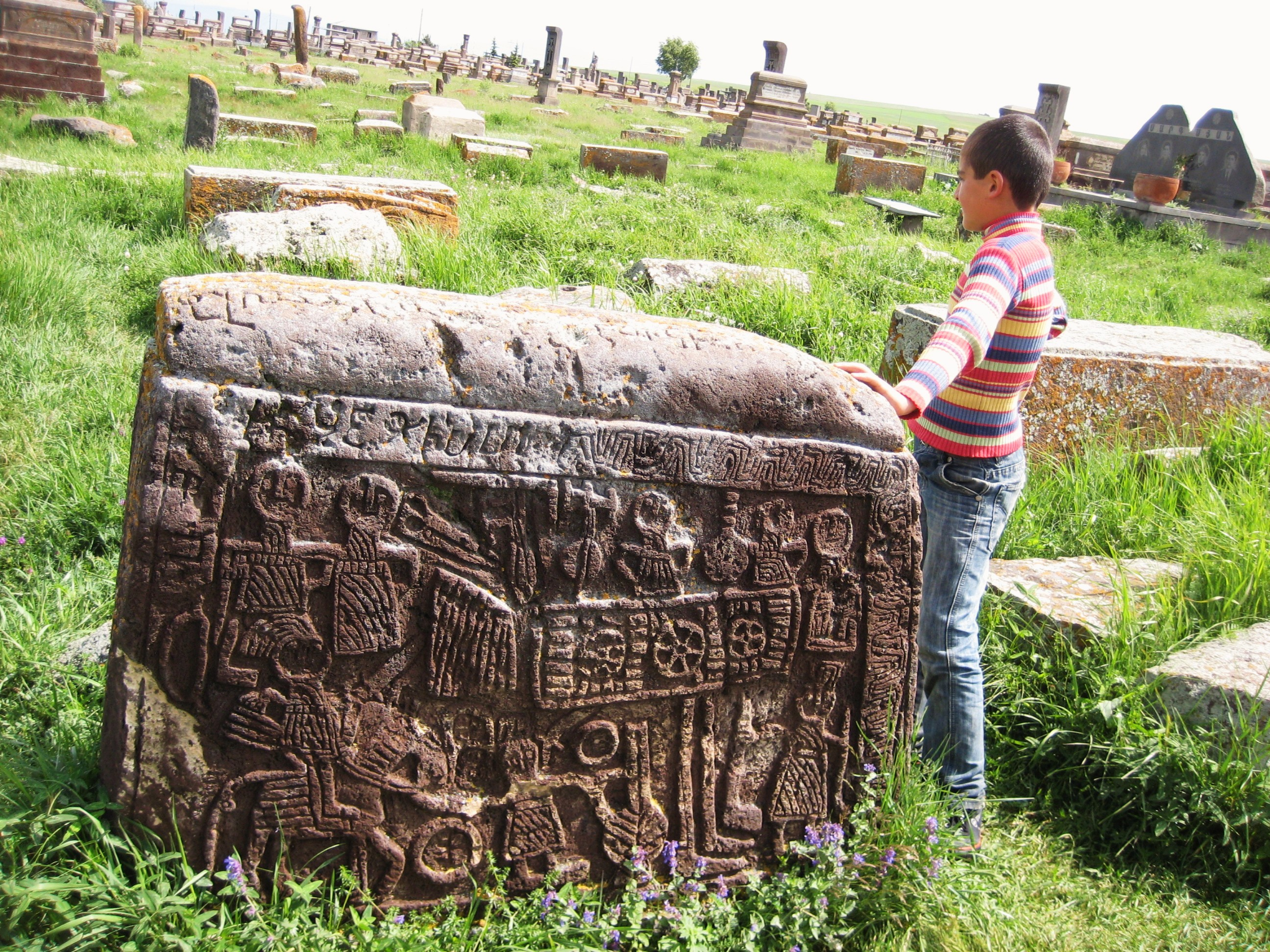
Хачкар з зображенням весілля.

Популярна казка пов'язана з кладовищем стосується вторгнення армії Тамерлана. За словами одного з історії селяни одягнули каски поверх хачкарів і нахилили мечі проти них. Здалеку на хачкари дивилися як на озброєних солдатів у оборонній позиції, в результаті чого армія Тамерлана відступила.
Відповідно до іншої популярної історії, XIX століття ченцем Тер Карапет Ованесі-Овакімяном, з монастиря біля села, проведені на похоронні послуги Норатус. щоб уникнути двогодинної поїздки з кладовища в монастир він побудував собі невеликий осередок в Норатусі. Коли йому було 90 років, він запитав його ченців брата поховати його живим. Його останні слова були: "Я не боюся смерті. Я б хотів, щоб ви не боялися також. Не бійтеся нічого, окрім Бога. Хай у кого є страх приходять до мене. Налийте воду на поховальний камінь, пийте воду, вимийте своє обличчя, груди, руки і ноги. Потім розірвіть судину, що містить воду. Побоюються тоді покине вас. До цього дня люди приходять до могили монаха, щоб зробити цей ритуал, залишивши уламки скла розкиданими навколо.